# Karl Kleemann
Pour les articles homonymes, voir Kleemann.
Karl Kleemann, né le 15 juin 1904 à Kollweiler et mort le 6 mai 1969 à Friedelsheim est un homme politique allemand, membre du NSDAP.

## Biographie
Dans les années 1920, Karl Kleemann suivit une formation d'enseignant à Kaiserslautern. Dans les années 1930, il assuma les responsabilités de Kreisleiter, chef d'arrondissement du NSDAP, à Ludwigshafen.
De mars 1936 jusqu'à la fin du Troisième Reich, Kleemann siégea comme député nazi au Reichstag, où il représentait la circonscription de Rhénanie-Palatinat-Sarre.
Succédant à Richard Imbt, il fut maire de Metz d'octobre 1940 à septembre 1941.

## Sources
- Erich Stockhorst, 5000 Köpfe – Wer war was im Dritten Reich, Kiel, Arndt, 2000.